# Сталинградский военный округ
Сталингра́дский вое́нный о́круг — внутренний военный округ, оперативно-стратегическое территориальное объединение Вооружённых сил СССР, дважды формировавшееся в годы Великой Отечественной войны в 1941—1942 и 1943 годах.

## История

### Первое формирование (1941—1942)
Сталинградский военный округ (1-го формирования) был образован 26 ноября 1941 года приказом Народного комиссара обороны СССР И. В. Сталина. Включал Сталинградскую область (без трёх районов, но включая Астраханский округ), части Ростовской и Западно-Казахстанской областей, Калмыцкую АССР. Управление округа сформировано на базе управления Харьковского военного округа. Управление округа находилось в городе Сталинграде, в августе 1942 — в Астрахани.
Главные задачи округа — формирование резервных частей, подготовка маршевого пополнения, строительство оборонительных укреплений. При приближении линии фронта к территории округа, он был с 15 августа 1942 года подчинён командующему Юго-Восточного фронта.Согласно директиве Ставки Верховного Главнокомандования от 31 августа 1942 года управление округа было переформировано в штаб 28-й армии, в неё же вошла значительная часть войск округа. Остававшаяся незанятой противником территория округа была передана в состав Приволжского и Южно-Уральского военных округов.

### Второе формирование (1943)
Сталинградский военный округ (2-го формирования) был образован приказом Наркома обороны СССР от 2 июля 1943 года. Включал территории Сталинградской области, северной части Ростовской области, Астраханского округа, Калмыцкой АССР, а также по мере освобождения — Харьковскую и Ворошиловградскую области. 
Главными задачами являлись вновь формирование и подготовка резервных частей, подготовка для фронта маршевого пополнения, а также разминирование местности и восстановление разрушенного хозяйства и транспорта. Сталинградский военный округ был расформирован приказом  Наркома обороны СССР от 15 октября 1943 года, территория и войска переданы в Северо-Кавказский ВО.

## Командование округа (1-го формирования)

### Командующие войсками округа (1-го формирования)
- ноябрь — декабрь 1941 — генерал-майор танковых войск Н. В. Фекленко
- декабрь 1941 — 08 сентября 1942 — генерал-лейтенант В. Ф. Герасименко

### Начальники штаба округа (1-го формирования)
- ноябрь 1941 — май 1942 — генерал-майор П. В. Котелков
- май — август 1942 — полковник Я. Ф. Ярёменко

### Член Военного совета (1-го формирования)
- декабрь 1941 — бригадный комиссар Г. А. Комаров
- январь — август 1942 — корпусной комиссар А. Н. Мельников

## Командование округа (2-го формирования)

### Командующий войсками округа (2-го формирования)
- июль — октябрь 1943 — генерал-лейтенант В. В. Косякин

### Начальник штаба округа (2-го формирования)
- июль — октябрь 1943 — генерал-майор М. В. Хрипунов

### Члены Военного совета (2-го формирования)
- июль — август 1943 — полковник А. И. Ковалевский
- август — октябрь 1943 — генерал-майор Н. Н. Клементьев

## Источник
- Военная энциклопедия в 8 томах. Том 7. — М.:Воениздат, 2000. — С.642—643.
- Военный энциклопедический словарь. Москва, 2002.